# Đợt nắng nóng tại Đông Nam Á năm 2024
Kể từ tháng 4 năm 2024, nhiệt độ ở một số quốc gia Đông Nam Á đã đạt mức kỉ lục khiến nhiều người thiệt mạng. Ở một số nước, nhiệt độ cao khiến nhu cầu về điện tăng cao đột biến. Các hoạt động ngoài trời không được khuyến khích ở Lào và một số trường học ở Philippines đã phải đóng cửa. Ở Myanmar, đợt nắng nóng đã làm trầm trọng thêm cuộc khủng hoảng do cuộc nội chiến kéo dài.

## Theo quốc gia

### Brunei
Nhiều khu vực của Brunei như Anggerek Desa, Bangar, Batang Duri, Labi, Lekiun, Lumapas và cả thủ đô Bandar Seri Begawan đã phải trải qua thời tiết nắng nóng bất thường kể từ ngày 21 tháng 3 với nhiệt độ  từ 33 °C (91 °F) đến 36 °C (97 °F). Nhiệt độ cao khiến người dân phải ở trong nhà và hạn chế các hoạt động ngoài trời. Nhu cầu sử dụng điều hòa cũng tăng cao trong thời gian này.

### Campuchia
Campuchia đã ghi nhận mức nhiệt độ từ 39 °C (102 °F) đến 41 °C (106 °F) trên khắp các vùng và được cho là sẽ còn tăng thêm trong thời gian sắp tới. Thủ đô Phnom Penh là nơi chịu ảnh hưởng nặng nề nhất bởi đợt nóng. Do nhiệt độ đạt mức kỉ lục trong vòng 170 năm qua, các trường học đã phải cho học sinh tan học sớm hơn 2 giờ để phòng tránh các bệnh liên quan thời tiết. Cuối tháng 4, nắng nóng được cho là đã góp phần gây nên vụ nổ kho đạn ở tỉnh Kampong Speu khiến 20 binh sĩ thiệt mạng.

### Đông Timor
Đông Timor đã trải qua hạn hán kể từ tháng 2 tại 10 trong số 14 thành phố tự trị bao gồm Aileu, Ainaro, Atauro, Baucau, Bobonaro, Cova Lima, Dili, Manatuto, Oecusse và Viqueque. Nhiều nơi tại đây phải đối mặt với tình trạng thiếu nước sinh hoạt do lượng mưa thấp và phân bố không đều.

### Indonesia
Thời tiết nóng bất thường đã khiến số ca nhiễm sốt xuất huyết ở nước này gia tăng. Tính đến ngày 8 tháng 4, Indonesia đã ghi nhận 62.001 ca mắc sốt xuất huyết và 475 ca tử vong, tăng lần lượt 174,9% và 179,4% so với cùng kì năm ngoái. Tình hình nghiêm trọng khiến Bộ Y tế nước này phải đưa ra cảnh báo tiêm phòng đối với khách du lịch đến thăm Bali.

### Lào
Nhiệt độ ở Luang Prabang đã đạt mức kỉ lục 42,7°C (109°F) vào ngày 16 tháng 4 năm 2024. Cục thời tiết Lào đã phải khuyến cáo người dân không nên hoạt động ngoài trời. Nhiệt độ ở hầu hết khu vực được dự báo sẽ lên đến 43 °C (109 °F) trong các ngày từ 25 đến 28 tháng 4.

### Malaysia
Kể từ ngày 4 tháng 4, cảnh báo nắng nóng cấp 2 đã được ban bố ở Kelantan và Pahang, trong khi cảnh báo cấp 1 được ban bố ở Johor, Kedah, Negeri Sembilan, Perak, Perlis, Sabah, Sarawak và Terengganu. Tình trạng hạn hán do đợt nóng đã ảnh hưởng đến 58.080 gia đình ở Sabah và 20.000 gia đình ở những khu vực khác. Tính đến ngày 14 tháng 4, đã có 45 trường hợp mắc bệnh liên quan đến nắng nóng được báo cáo: 33 trường hợp kiệt sức, 11 trường hợp say nắng và 1 trường hợp chuột rút.

### Myanmar
Một tổ chức từ thiện ở Yangon thông báo có ít nhất 100 trường hợp gặp các vấn đề sức khỏe do nắng nóng được họ điều trị từ đầu tháng 4. Trong đợt nóng, nhiệt độ ở thị trấn Chauk lên tới 47 °C (117 °F), 45 °C (113 °F) ở Nyaung-U, và 44 °C (111 °F) ở Myingyan, Minbu và Sinphyukyun. Tại Vùng Sagaing, người dân đang phải chịu ảnh hưởng lớn gấp đôi thông thường do phải di dời khỏi cuộc nội chiến. Tại làng Mone Hla ở Thị trấn Khin-U, các báo các về vấn đề sức khỏe và tình trạng thiếu nước liên tục xuất hiện kể từ khi nhà của họ bị quân đội đốt cháy vào ngày 28 tháng 3. Mất điện luân phiên khiến người dân không thể sử dụng các thiết bị điện để làm mát. Nhiều người dân phải nghỉ dưỡng dưới bóng cây trong công viên vào buổi chiều. Theo Đài Á Châu Tự do, thông qua các dịch vụ tang lễ và quan chức y tế ở một số thành phố nóng nhất ở Myanmar, ít nhất 1.473 người đã tử vong do các nguyên nhân liên quan đến nắng nóng chỉ trong tháng 4.

### Philippines
Tính đến ngày 18 tháng 4, sở y tế Philippines đã ghi nhận 34 loại bệnh  khác nhau liên quan đến đợt nóng. Chỉ số nắng nóng ở nhiều khu vực đã tăng lên mức từ 42 °C (108 °F) đến 51 °C (124 °F). Ngày 28 tháng 4, chỉ số nóng bức 53 °C (127 °F) đã được ghi nhận ở Iba, Zambales. Đây là mức chỉ số cao nhất cả nước tính từ đầu năm 2024. Do hiện tượng El Niño, các nhà dự báo thời tiết dự báo chỉ số nắng nóng nguy hiểm tại ít nhất 32 khu vực trên cả nước sẽ tiếp tục kéo dài đến giữa tháng 5. Tập đoàn Lưới điện Quốc gia Philippines đã khuyến cáo về nguy cơ xảy ra mất điện cục bộ. 5 khu vực điện lưới ở Luzon và Visayas đã bị mất điện do quá tải hệ thống.
Bộ Lao động và Việc làm khuyến nghị người sử dụng lao động cho phép người lao động làm việc tại nhà. Việc học trực tiếp tại các trường công lập đã bị đình chỉ vào 2 ngày 29 và 30 tháng 4 vì các lớp học ở trường công lập thường đông đúc và thông gió kém. Các khu nghỉ dưỡng tại Philippines đã kín chỗ. Rất đông người đân đẫ đổ đến các trung tâm mua sắm để tìm cách giải nhiệt.
Vào ngày 7 tháng 5, PAGASA tuyên bố rằng cao điểm của đợt nóng đã đi qua và các cơn bão sẽ bắt đầu đổ bộ vào nửa cuối tháng 5. Mưa  tạo điều kiện cho đập Angat (nơi cung cấp nước cho vùng đô thị Manila và các tỉnh lân cận) tích nước trở lại.

### Singapore
Nhiệt độ cao nhất ghi nhận ở Choa Chu Kang lên tới 36,3 °C (97,3 °F). Cơ quan Khí tượng Singapore cho biết năm 2024 có thể còn nóng hơn cả năm 2023, và là một trong 4 năm nóng nhất lịch sử Singapore kể từ năm 1929. Trường học khuyến khích các học sinh mặc đồ thoáng mát hơn để tránh bị say nắng.

### Thái Lan
Tính đến ngày 28 tháng 4, đã có 30 trường hợp tử vong liên quan đến nhiệt độ cao, gần bằng số người tử vong trong cả năm 2023.  Nhiệt độ cao đã khiến nhu cầu về điện tăng cao kỷ lục khi mọi người tìm cách để làm mát. Mực nước tại đập Lam Takhong và sông Lam Mun ở Nakhon Ratchasima đã giảm mạnh do nắng nóng. Việc này làm dấy lên các lo ngại về việc thiếu nước trong thời gian sắp tới.  Một vụ hỏa hoạn đã xảy ra do hóa chất bốc cháy vì nhiệt độ cao. Công tác kiểm tra các kho hóa chất đã phải được thắt chặt sau đó.
Vào cuối tháng 4, cư dân từ tỉnh Nakhon Sawan đã tổ chức nghi lễ cầu mưa bằng cách sử dụng thú nhồi bông Doraemon. Hình ảnh nghi lễ trên được đăng trên X (tiền thân là Twitter) và lan truyền nhanh chóng, thu được 16 triệu lượt xem và 219.000 lượt thích.

### Việt Nam
Khu vực Tây Bắc Bộ và các tỉnh từ Nghệ An đến Quảng Ngãi ghi nhận mức nhiệt cao từ 39 °C (102 °F) đến 40 °C (104 °F). Miền Nam cũng phải hứng chịu đợt nóng dài nhất trong vòng 30 năm qua. Đợt nóng kéo dài khiến năng suất cây trồng ở đồng bằng sông Cửu Long giảm sút. Tại tỉnh Đồng Nai, nắng nóng khiến mức nước trong hồ thủy lợi Sông Mây gần như cạn đáy, làm chết hơn 200 tấn cá. Một số tỉnh đã phải ban bố tình trạng khẩn cấp do hạn hán nghiêm trọng.